# Edmond Caulier
Edmond Caulier (Neufvilles, 14 februari 1834 - 4 december 1893) was een Belgisch senator en burgemeester.

## Levensloop
Caulier was een zoon van de brouwer Edouard Caulier en van Angélique Maquez. Hij trouwde met Louise Sapin.
Hij werd  brouwer, eerst in Neufvilles en daarna in Bergen en in Brussel. Hij was ook medestichter van een coöperatieve melkerij.
In 1884 werd hij verkozen tot katholiek senator voor het arrondissement Zinnik. Hij volbracht dit mandaat tot 14 juni 1892. Hij was ook burgemeester van Neufvilles van 1885 tot aan zijn dood.